# Caribena
Caribena (лат.) — род древесных пауков из семейства пауков-птицеедов (Theraphosidae), обитающих на Карибских островах.

## Классификация
По данным Всемирного каталога пауков, на март 2017 года в род входят два вида:
- Caribena versicolor Fukushima & Bertani, 2017 — остров Мартиника
- Caribena laeta Fukushima & Bertani, 2017 — Пуэрто-Рико, Куба, Виргинские Острова (США)